# مذبحة كرافيكا (1995)
مذبحة كرافيكا كانت إحدى عمليات الإعدام الجماعية للبوشناق على يد جيش جمهورية صرب البوسنة خلال مذبحة سريبرينيتشا. تم ارتكابها في 14 يوليو 1995. وتشير التقديرات إلى مقتل ما بين 1000 و 1500 رجل.

## الخلفية
كان لمنطقة وسط بودريني ذات الأغلبية البوسنية (المنطقة المحيطة بسريبرينيتشا) أهمية إستراتيجية أساسية للصرب لأنه بدونها لن تكون هناك وحدة أراضي داخل كيانهم السياسي الجديد لجمهورية صرب البوسنة. وهكذا شرعوا في التطهير العرقي للبوشناق من أراضي شرق البوسنة والهرسك ووسط بودريني في أبريل 1992. في براتوناك المجاورة قُتل البوشناق أو أُجبروا على الفرار إلى سريبرينيتشا مما أسفر عن مقتل 1156 شخص وفقا لبيانات الحكومة البوسنية. كما قُتل الآلاف من البوشناق في فوتشا وزفورنيك وسرسكا وسناغوفو. سيطرت القوات العسكرية وشبه العسكرية الصربية من المنطقة والأجزاء المجاورة في شرق البوسنة والهرسك وصربيا على سريبرينيتشا لعدة أسابيع في أوائل عام 1992 مما أسفر عن مقتل وطرد المدنيين البوسنيين. في مايو 1992 استعادت القوات الحكومية البوسنية بقيادة ناصر أوريتش المدينة. ظلت السلطات الصربية عازمة على الاستيلاء على الجيب. في 13 أبريل 1993 قال الصرب لممثلي مفوضية الأمم المتحدة لشؤون اللاجئين إنهم سيهاجمون المدينة في غضون يومين ما لم يستسلم البوشناق ووافقوا على إجلائهم. البوشناق رفضوا الاستسلام. في 16 أبريل 1993 أصدر مجلس الأمن التابع للأمم المتحدة القرار رقم 819 الذي طالب بما يلي: معاملة جميع الأطراف وغيرها من الأطراف المعنية سريبرينيتشا ومحيطها كمنطقة آمنة يجب أن تكون خالية من أي هجوم مسلح أو أي عمل عدائي آخر.

### سيطرة الصرب على سريبرينيتشا
بدأ الهجوم الصربي على سريبرينيتشا بشكل جدي في 6 يوليو 1995. في الأيام التالية سقطت نقاط المراقبة الخمسة التابعة لقوة الحماية في الجزء الجنوبي من الجيب واحدة تلو الأخرى في مواجهة تقدم القوات الصربية. انسحب بعض الجنود الهولنديين إلى الجيب بعد مهاجمة مواقعهم لكن أطقم نقاط المراقبة الأخرى استسلمت إلى حجز الصرب. بالتزامن مع ذلك تعرضت القوات البوسنية المدافعة لإطلاق نار كثيف وتم دفعها إلى الخلف باتجاه البلدة. بمجرد أن بدأ المحيط الجنوبي في الانهيار فر حوالي 4000 من السكان البوسنيين الذين كانوا يعيشون في مجمع سكني سويدي للاجئين القريب شمالا إلى مدينة سريبرينيتشا. أفاد جنود الخباط الهولنديون أن الصرب المتقدمين كانوا ينظفون المنازل في الجزء الجنوبي من الجيب.
في وقت متأخر من 9 يوليو 1995 شجعه النجاحات المبكرة وقلة المقاومة من البوشناق المنزوعين من السلاح إلى حد كبير فضلا عن عدم وجود أي رد فعل كبير من المجتمع الدولي أصدر الرئيس كاراديتش أمر جديد يأذن لفيلق درينا في جيش جمهورية صرب البوسنة بالسيطرة على مدينة سريبرينيتشا.
في صباح يوم 10 يوليو 1995 كان الوضع في سريبرينيتشا متوترا. وازدحمت الشوارع بالسكان. أطلقت القوات الهولندية التابعة للأمم المتحدة طلقات تحذيرية فوق رؤوس الصرب المهاجمين وأطلقت قذائف الهاون الخاصة بهم قنابل إنارة لكنهم لم يطلقوا النار مباشرة على أي وحدات صربية. أرسل المقدم كريمان العديد من الطلبات العاجلة للحصول على دعم جوي لحلف الناتو للدفاع عن المدينة ولكن لم تكن هناك مساعدة قادمة حتى حوالي الساعة 2:30 ظهرا في 11 يوليو 1995 عندما قصفت طائرتان هولنديتان من طراز جنرال دايناميكس إف-16 فايتينغ فالكون بتوجيه من القوة الجوية الخاصة البريطانية دبابات جيش جمهورية صرب البوسنة التي كانت تتقدم نحو المدينة. حاولت طائرات الناتو أيضا قصف مواقع مدفعية جيش جمهورية صرب البوسنة المطلة على المدينة لكن كان عليها إجهاض العملية بسبب ضعف الرؤية. تم التخلي عن خطط الناتو لمواصلة الضربات الجوية بعد تهديدات الجيش الصربي بقتل القوات الهولندية والطيارين الرهائن الفرنسيين المحتجزين في عهدة جيش جمهورية صرب البوسنة وكذلك قصف مجمع بوتوتشاري التابع للأمم المتحدة خارج البلدة والمناطق المحيطة بها حيث يعيش 20 ألف. فر ما يصل إلى 30 ألف مدني.
في وقت متأخر من بعد ظهر يوم 11 يوليو قام الجنرال ملاديتش برفقة الجنرال شيفانوفيتش (قائد فيلق درينا آنذاك) والجنرال كرستيتش (نائب القائد ورئيس أركان فيلق درينا آنذاك) وضباط آخرين من الجيش الصرب بجولة منتصرة. الشوارع الخالية من مدينة سريبرينيتشا. التقط الصحفي الصربي زوران بتروفيتش هذه اللحظة في الفيلم.

### التخطيط لإعدام كل رجال البوشناق
بُذلت جهود متضافرة للقبض على جميع الرجال البوسنيين في سن التجنيد وقتلهم. في الواقع كان من بين القتلى العديد من الأولاد الذين تقل أعمارهم عن ذلك بكثير وكبار السن الذين تزيد أعمارهم عن ذلك بعدة سنوات والذين بقوا في الجيب بعد الاستيلاء على سريبرينيتشا. تم استهداف هؤلاء الرجال والفتيان بغض النظر عما إذا كانوا قد اختاروا الفرار إلى قاعدة الأمم المتحدة في بوتوتشاري أو الانضمام إلى الصفوف التي كانت تحاول الهروب من الصرب. كانت عملية اعتقال واحتجاز رجال البوسنة المسلمين جيدة التنظيم وشاملة. تم تفتيش الحافلات التي تنقل النساء والأطفال بشكل منهجي عن الرجال. تم إرسال الرجال الأسرى إلى مواقع مختلفة ليتم إعدامهم من قبل وحدات مختلفة شاركت في الإبادة الجماعية.

## عمليات الإعدام في كرافيكا
نُفِّذت أحكام الإعدام في أكبر أربعة مستودعات (سقائف مزارع) تملكها التعاونية الزراعية في كرافيكا. تم القبض على ما بين 1000 و 1500 رجل في حقول بالقرب من سانديتشي واحتُجزوا في سانديتشي ميدو. تم نقلهم إلى كرافيكا إما بالحافلة أو سيرا على الأقدام على بعد كيلومتر واحد تقريبا. يتذكر أحد الشهود رؤية حوالي 200 رجل جُردوا من ملابسهم حتى الخصر وأيديهم في الهواء أُجبروا على الركض في اتجاه كرافيكا. أظهرت صورة جوية التقطت في الساعة 14.00 عصر ذلك اليوم حافلتين تقفان أمام السقائف.
في حوالي الساعة 18.00 عندما كان الرجال محتجزين في المستودع ألقى الجنود الصرب قنابل يدوية وأطلقوا النار بأسلحة مختلفة بما في ذلك قذائف آر بي جي. في المنطقة المحلية فإن القتل الجماعي في كرافيكا لم يكن مخطط له وبدأ بشكل عفوي تماما عندما فتح أحد أبواب المستودع فجأة.
من المفترض أنه كان هناك المزيد من عمليات القتل في وحول كرافيكا وسانديتشي. حتى قبل جرائم القتل في المستودع تم تشكيل حوالي 200 أو 300 رجل في صفوف بالقرب من سانديتشي ثم تم قطعهم بالبنادق الآلية. في كرافيكا يبدو أن السكان المحليين لهم يد في عمليات القتل. تم تشويه بعض الضحايا وقتلهم بالسكاكين. تم نقل الجثث إلى براتوناك أو تم إلقاؤها ببساطة في النهر الذي يمتد على طول الطريق. وذكر أحد الشهود أن هذا كله حدث في 14 يوليو. كان هناك ثلاثة ناجين من القتل الجماعي في حظائر المزارع في كرافيكا.
أطلق حراس مسلحون النار على الرجال الذين حاولوا التسلق من النوافذ هربا من المذبحة. عندما توقف إطلاق النار كانت السقيفة مليئة بالجثث. وقال ناج آخر أصيب بجروح طفيفة:
عندما قفز هذا الشاهد من النافذة رآه حارس أطلق النار عليه. ثم تظاهر بوفاته وتمكن من الفرار في صباح اليوم التالي. الشاهد الآخر المذكور أعلاه قضى الليلة تحت كومة من الجثث وفي الصباح التالي شاهد الجنود وهم يفحصون الجثث بحثا عن علامات الحياة. وأُجبر عدد قليل من الناجين على غناء الأغاني الصربية ثم أطلق عليهم الرصاص. بمجرد مقتل الضحية الأخيرة تم دفع حفارة لإخراج الجثث من السقيفة وثم تم رش الأسفلت بالخارج بالماء. ومع ذلك في سبتمبر 1996 كان لا يزال من الممكن العثور على الأدلة.
يقدم تحليل بقايا الشعر والدم والمتفجرات التي تم جمعها في مستودع كرافيكا أدلة قوية على عمليات القتل. وحدد الخبراء وجود طلقات رصاص وبقايا متفجرات وطلقات رصاص وقذائف ودم وعظام وأنسجة بشرية ملتصقة بجدران وأرضيات المبنى. أدلة الطب الشرعي التي قدمها المدعي العام للمحكمة الجنائية الدولية ليوغوسلافيا السابقة تربط بين عمليات الإعدام في كرافيكا والمقبرة الجماعية الأولية المعروفة باسم «غلوغوفا 2» والتي عُثر فيها على رفات 139 شخص. ولم يتم العثور على عصابات للعينين أو قيود. وفي المقبرة الثانوية المعروفة باسم «زيليني جادار 5» كان هناك 145 جثة عدد منها متفحم. كما أن قطع الطوب وإطارات النوافذ التي تم العثور عليها في قبر «غلوغوفا 1» الذي تم فتحه لاحقا قد أثبتت أيضا ارتباطا مع كرافيكا. هنا تم العثور على رفات 191 ضحية.
لا يمكن تحديد وحدات صرب البوسنة والهرسك التي شاركت في إعدامات كرافيكا على وجه الدقة بأي حال من الأحوال. كان هناك بالتأكيد أفراد من فيلق درينا في المنطقة في ذلك الوقت وكان مقر إحدى كتائب لواء براتوناك على بعد 400 متر فقط من غلوغوفا. ومع ذلك هناك أيضا مؤشرات على احتمال تورط مفرزة من الشرطة العسكرية في دفن الضحايا. لاحظ أحد الشهود من صرب البوسنة والهرسك بعد فترة وجيزة من عمليات الإعدام أن جيش جمهورية صرب البوسنة والشرطة الخاصة قد يكونا متورطين. نظرا لقرب المقر الرئيسي وطلب نقل التربة وحقيقة أن النقل العسكري كان يستخدم بشكل منتظم للطريق عبر كرافيكا فمن غير المتصور تقريبا أن فيلق درينا لم يكن على دراية بما كان يجري في المنطقة.